# Брицолара (Ђенова)
Брицолара је насеље у Италији у округу Ђенова, региону Лигурија.
Према процени из 2011. у насељу је живело 98 становника. Насеље се налази на надморској висини од 330 м.